# Preußische T 2
In der Gattung T 2 der Preußischen Staatseisenbahnen waren Tenderlokomotiven unterschiedlicher Bauart zusammengefasst. Sie stammten teilweise noch von den Vorgängerbahnen der Preußischen Staatseisenbahnen. Die Preußischen Staatseisenbahnen selbst beschafften Lokomotiven der Achsfolge B, B1 und 1B. Gemeinsames Merkmal aller Bauarten sind zwei gekuppelte Treibachsen. Die Lokomotiven mit der Achsfolge B waren hauptsächlich für den Rangierdienst, die anderen für den Verkehr auf der Berliner Stadtbahn und auf Nebenbahnen vorgesehen.
Eine Lokomotive, die von Borsig für den Betrieb der Kandertalbahn hergestellt wurde, hat bis heute überlebt und befindet sich bei der Kandertalbahn e. V. in der fahrfähigen Wiederaufarbeitung.

## T 2 Bauart B (Normalbauart)
| Preußische T 2 DR-Baureihe 88.70, 88.76 | Preußische T 2 DR-Baureihe 88.70, 88.76           |
| --------------------------------------- | ------------------------------------------------- |
| Anzahl                                  | 67                                                |
| Nummernreihe                            | (DR: 88 7001, 7002, 7601 DR (nach 1945): 98 7087) |
| Hersteller                              | Henschel & Sohn, Cassel                           |
| Indienststellung                        | 1884–1889                                         |
| Ausmusterung                            | bis 1931                                          |
| Achsformel                              | B                                                 |
| mittlere Achslast                       | 11,7 Mp                                           |
| Länge über Puffer                       | 8.089 mm                                          |
| Höchstgeschwindigkeit                   | 40 km/h                                           |
| Kesseldruck                             | 12 kp/cm²                                         |
| Kolbenhub                               | 550 mm                                            |
| Zylinderdurchmesser                     | 330 mm                                            |
| Rostfläche                              | 1,01 m²                                           |
| Verdampfungsheizfläche                  | 57,50 m²                                          |
| Leistung                                | k. A.                                             |
| Lokreibungslast                         | 27,5 Mp                                           |
| Lokdienstlast                           | 27,5 Mp                                           |
| Bremsbauart                             | k.A                                               |

Die T 2 war eine Lokomotive mit der Achsfolge B für den Rangierdienst auf großen und mittleren Bahnhöfen. Sie wurde konstruiert, nachdem die T 1 für die Anforderungen zu schwach geworden war. In den Jahren 1884 bis 1889 wurden insgesamt 67 Lokomotiven dieses Typs hauptsächlich von Henschel & Sohn für die Preußischen Staatseisenbahnen hergestellt. Für diese Bauart war auch ein Musterblatt nach den Normalien aufgestellt worden. Keine dieser Lokomotiven kam zur Deutschen Reichsbahn.
Auch andere Bahnen beschafften Lokomotiven der gleichen Bauart:
- Oldenburgische Staatsbahn (siehe Oldenburgische T 2)
- Hafenbahn Bremen:

Eine baugleiche Lokomotive wurde 1892 für die Hafenbahn Bremen beschafft. Diese wurde mit der Übernahme der Hafenbahn durch die Deutsche Reichsbahn im Jahr 1930 als Baureihe 88.76 mit der Nummer 88 7601 eingeordnet. Nur wenig später, wahrscheinlich schon 1931, wurde sie jedoch ausgemustert.
- Lübeck-Büchener Eisenbahn

Die LBE beschaffte in den Jahren 1888 bis 1892 insgesamt vier Lokomotiven dieses Typs, die als LBE T 1 bezeichnet wurden. Zwei dieser Lokomotiven wurden von der Deutschen Reichsbahn im Jahr 1938 als Baureihe 88.70 mit der Nummern 88 7001 und 7002 übernommen. Diese Lokomotiven sind sogar noch in den Bestand der Deutschen Reichsbahn gekommen und wurden erst 1957 ausgemustert. Die ehemalige 88 7002 hatte zuletzt die Nummer 98 7087 getragen.
- Marburger Kreisbahn

Eine Lokomotive der Baureihe T 2 gelangte als Gelegenheitskauf zur Marburger Kreisbahn. Sie hatte gegenüber der Ursprungsausführung einen vergrößerten Treibraddurchmesser und erhielt die Nummer Marburger Kreisbahn 3. Die Lok blieb etwa fünf Jahre bei der Kreisbahn und versah danach noch einige Jahre Dienste bei einer Firma in Braunschweig.
- Kalkwerk Bredenbeck

Das Kalkwerk Bredenbeck erhielt 1890 eine fabrikneue T 2 für den Werksverkehr auf der Bahnstrecke Weetzen–Bredenbecker Kalkwerke.

## T 2 / T 4 Bauart 1B (1. Berliner Form)
| Preußische T 2         | Preußische T 2                                                     |
| ---------------------- | ------------------------------------------------------------------ |
| Anzahl                 | 70                                                                 |
| Hersteller             | k. A.                                                              |
| Indienststellung       | ab 1881                                                            |
| Ausmusterung           | bis 1916                                                           |
| Achsformel             | 1 B                                                                |
| Länge über Puffer      | 8.830 mm                                                           |
| Ø Treibrad             | 1.594 mm                                                           |
| Ø vorderes Laufrad     | 1.039 mm                                                           |
| Höchstgeschwindigkeit  | 75 km/h                                                            |
| Kesselüberdruck        | 10 kp/cm²                                                          |
| Kolbenhub              | 550 mm                                                             |
| Zylinderdurchmesser    | 356 mm                                                             |
| Rostfläche             | 1,05 m²                                                            |
| Verdampfungsheizfläche | 66,7 m²                                                            |
| Leistung               | k. A.                                                              |
| mittlere Achslast      | 13,8 Mp.                                                           |
| Lokreibungslast        | 27,6 Mp                                                            |
| Lokdienstlast          | 40,5 Mp                                                            |
| Bremsbauart            | bis 1900 Hardy-Smith-Bremse ab 1900 Westinghouse- Druckluftbremsen |

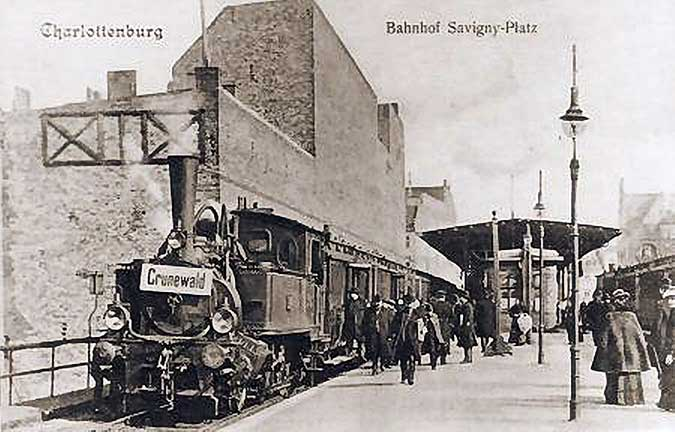
Berliner Stadteisenbahn, Bahnhof Savignyplatz mit Lokomotive der Gattung T2

Bei der T 2 mit der Achsfolge 1 B handelte es sich um eine Lokomotive für den Berliner Stadt-, Ring- und Vorortbahnverkehr. Sie wurde nach einem Versuchsexemplar, das Schichau 1880 geliefert hatte, ab 1881 in Serie gebaut. Insgesamt wurden bis 1882 70 Exemplare von verschiedenen Herstellern geliefert.
Als Besonderheit wiesen die Lokomotiven eine Abdampf-Kondensationseinrichtung zwischen den Zylindern auf. Nachdem die Lokomotiven für den stetig ansteigenden Verkehr zu schwach geworden waren, wurden viele an andere Direktionen abgegeben und dort im Vorort- und Nebenbahnverkehr eingesetzt. Im Jahr 1906 waren 54 Lokomotiven als T 2 und 15 als T 4 eingeordnet worden. Zur Deutschen Reichsbahn ist keine der Lokomotiven mehr gekommen.

## T 2 Bauart Krauss
| Preußische T 2         | Preußische T 2          |
| ---------------------- | ----------------------- |
| Anzahl                 | 3                       |
| Hersteller             | Krauss & Comp., München |
| Indienststellung       | ab 1910                 |
| Ausmusterung           | bis 1917                |
| Achsformel             | B                       |
| Länge über Puffer      | 6.980 mm                |
| Ø Treibrad             | 1.006 mm                |
| Höchstgeschwindigkeit  | 50 km/h                 |
| Kesselüberdruck        | 12 kp/cm²               |
| Kolbenhub              | 400 mm                  |
| Zylinderdurchmesser    | 320 mm                  |
| Rostfläche             | 0,60 m²                 |
| Verdampfungsheizfläche | 28,89 m²                |
| Leistung               | k. A.                   |
| mittlere Achslast      | 11,3 Mp                 |
| Lokreibungslast        | 22,7 Mp                 |
| Lokdienstlast          | 22,7 Mp                 |
| Bremsbauart            | k. A.                   |

Die Preußischen Staatseisenbahnen schafften versuchsweise drei Exemplare des sogenannten bayerischen Glaskastens (PtL 2/2) an, und zwar von der Ausführung von 1908 mit Blindwelle und Außenzylinder. Zwei wurden in Altona, eine in Elberfeld eingesetzt. Über das Schicksal der Maschinen von Altona ist nichts bekannt. Die andere Maschine wurde nach einem Unfall 1917 ausgemustert und zunächst an die Hafenbahn in Hamm und 1923 an ein Sägewerk in Hamm abgegeben.
Die Lokomotiven T2 ALT 6081 (Krauss 6227/1909) und ALT 6082 (Krauß 6228/1909) der Königlich Preußischen Eisenbahn-Verwaltung waren in der Betriebswerkstätte Husum und von dort im Lokbahnhof Tondern beheimatet und liefen auf den Strecken Scherrebek–Bredebro und Scherrebek–Lügumkloster, bis die Strecken 1920 an Dänemark fielen.

## T 2 Bauart B1 (Magdeburg)
| Preußische T 2 Bauart Magdeburg | Preußische T 2 Bauart Magdeburg |
| ------------------------------- | ------------------------------- |
| Anzahl                          | 10                              |
| Hersteller                      | Hanomag, Hannover               |
| Indienststellung                | 1882                            |
| Ausmusterung                    | k. A.                           |
| Achsformel                      | B1                              |
| Länge über Puffer               | 8.632 mm                        |
| Ø Treibrad                      | 1.570 mm                        |
| Ø hinteres Laufrad              | 1.042 mm                        |
| Höchstgeschwindigkeit           | 60 km\h                         |
| Kesselüberdruck                 | 12 kp/cm²                       |
| Kolbenhub                       | 560 mm                          |
| Zylinderdurchmesser             | 420 mm                          |
| Rostfläche                      | 1,25 m²                         |
| Verdampfungsheizfläche          | 69,4 m²                         |
| Leistung                        | k. A. PSi                       |
| mittlere Achslast               | k. A.                           |
| Lokreibungslast                 | 29,4 Mp                         |
| Lokdienstlast                   | 43,5 Mp                         |
| Bremsbauart                     | k. A.                           |

Die Direktion Magdeburg der Preußischen Staatseisenbahnen war für den Verkehr auf den Strecken Potsdamer Bahnhof – Wannsee bzw. Potsdam zuständig. Dafür beschaffte sie zehn Tenderlokomotiven der Achsfolge B1. Die Lokomotiven wurden teilweise auch in Thüringen eingesetzt, kehrten dann aber wieder nach Berlin zurück. Im Jahr 1899 wurden die Lokomotiven dann an die Direktionen Bromberg, Danzig und Kattowitz abgegeben. Die Umzeichnung in die Gattung T 2 erlebten nur noch vier dieser Lokomotiven.

## T 2.1 Bauart B1
| Preußische T 2.1       | Preußische T 2.1 |
| ---------------------- | ---------------- |
| Anzahl                 | 18               |
| Hersteller             | Henschel & Sohn  |
| Indienststellung       | 1884             |
| Ausmusterung           | 1920             |
| Achsformel             | B1               |
| Länge über Puffer      | 8.475 mm         |
| Ø Treibrad             | 1.340 mm         |
| Ø hinteres Laufrad     | 1.039 mm         |
| Höchstgeschwindigkeit  | 60 km/h          |
| Kesselüberdruck        | 10 kp/cm²        |
| Kolbenhub              | 550 mm           |
| Zylinderdurchmesser    | 350 mm           |
| Rostfläche             | 0,95 m²          |
| Verdampfungsheizfläche | 63,4 m²          |
| Leistung               | k. A. PSi        |
| mittlere Achslast      | k. A.            |
| Lokreibungslast        | 23,1 Mp          |
| Lokdienstlast          | 34,2 Mp          |
| Bremsbauart            | Saugluftbremse   |

Die T 2 (inoffiziell T 2.1) war eine Tenderlokomotive mit der Achsfolge B1 für den Verkehr auf der Berliner Stadtbahn. Der geringe Treibraddurchmesser sollte für ein leichtes Anfahren an den vielen Bahnhöfen der Stadtbahn sorgen. Von der T 2.1 wurden von Henschel & Sohn im Jahr 1884 insgesamt 18 Exemplare gebaut. Ab 1908 wurden die Lokomotiven an andere Direktionen abgegeben, wo sie noch im Nebenbahndienst eingesetzt wurden. Sie wurden bis 1920 ausgemustert.

## T 2 / T 3 / T 4 Bauart B1 (Normalbauart)
| Preußische T 2 / T 3 / T 4 | Preußische T 2 / T 3 / T 4                          |
| -------------------------- | --------------------------------------------------- |
| Anzahl                     | 5                                                   |
| Hersteller                 | Henschel & Sohn (Cassel), Hohenzollern (Düsseldorf) |
| Indienststellung           | 1895, 1902                                          |
| Ausmusterung               | bis 1918                                            |
| Achsformel                 | B1                                                  |
| Länge über Puffer          | 8.670 mm                                            |
| Ø Treibrad                 | 1.350 mm                                            |
| Ø hinteres Laufrad         | 1.000 mm                                            |
| Höchstgeschwindigkeit      | k. A.                                               |
| Kesselüberdruck            | 12 kp/cm²                                           |
| Kolbenhub                  | 350 mm                                              |
| Zylinderdurchmesser        | 360 mm                                              |
| Rostfläche                 | 1,46 m²                                             |
| Verdampfungsheizfläche     | 74,8 m²                                             |
| Leistung                   | k. A. PSi                                           |
| mittlere Achslast          | 12,75 Mp                                            |
| Lokreibungslast            | 25,5 Mp                                             |
| Lokdienstlast              | 35,4 Mp                                             |
| Bremsbauart                | Handbremse                                          |

Die T 2 / T 3 / T 4 war eine Tenderlokomotive mit der der Achsfolge B1 für den Verkehr auf Nebenbahnen. Der relativ große Treibraddurchmesser sollte für größere Geschwindigkeiten im Nebenbahnverkehr sorgen. Dieser Loktyp wurde auch in die preußischen Normalien als Musterblatt III 4g aufgenommen, obwohl die Preußische Staatsbahn davon nur drei Lokomotiven bauen ließ. Henschel & Sohn hatte die drei Lokomotiven im Jahre 1895 unter den Fabriknummern 4137 bis 4139 gebaut. Die Lokomotiven wurden in drei
verschiedenen Direktionen in Betrieb genommen, 1906 wurden sie kurioserweise in unterschiedliche Gattungen eingruppiert : Die Erste als T 3 Posen 6101,
die Zweite als T 2 Hannover 6083 und die Dritte als T 4 Münster 6451.
Auch die Kiel-Eckernförde-Flensburger Eisenbahn beschaffte 1902 von der Actien-Gesellschaft für Lokomotivbau Hohenzollern zwei Lokomotiven dieses Typs. Diese Lokomotiven hatten im Gegensatz zu den anderen einen Dampfdom und wurden nach der Verstaatlichung dieser Bahn als T 2 eingeordnet.
Die Lokomotiven wurden bis 1920 ausgemustert.

## Weitere in die Gattung T 2 eingeordnete Lokomotiven
- Altdamm-Colberger Eisenbahn Nr. 1a bis 8a
- Lokomotiven von Henschel für Vehring & Wächter
- Lokomotiven von Borsig für Vehring & Wächter